# Zespół zarządu ordynacji zamojskiej
Zespół zarządu ordynacji zamojskiej – obiekt zabytkowy w Zwierzyńcu obejmujący gmach główny, cztery oficyny dawnego zarządu Ordynacji Zamojskiej wybudowane w stylu klasycystycznym oraz park. Zespół znajduje się przy ulicy Browarnej. Od północy zespół przylega do ulicy Aleksandry Wachniewskiej, od południa do zwierzynieckiego browaru i terenów leśnych, a od wschodu do zabudowań miejskich.

## Historia
Kompleks zbudowano w latach 1792–1799 z inicjatywy Aleksandra Augusta Zamoyskiego, najprawdopodobniej według projektu Ferdynanda Merksena. Na początku XIX wieku sukcesywnie przenoszono administrację ordynacji do Zwierzyńca. Ostatecznie stolicą ordynacji Zwierzyniec stał się w 1812. W kilku wydziałach Administracji Generalnej pracowało ok. 50 urzędników. W XIX w budynki pełniły funkcje mieszkaniowe i administracyjne, ale także przemysłowe – znajdowała się tam między innymi odlewnia, browar i likiernia. Od 1863 roku budynki stopniowo zaczynały pełnić funkcję kulturalną i oświatową. Obecnie w większości budynków dawnego zarządu ordynacji mieści się Zespół Szkół i Placówek Oświatowych w Zwierzyńcu. Kompleks częściowo uległ zniszczeniu po podpaleniu w 1863. Wszystkie uszkodzenia były odbudowywane i naprawiane. Budynki nękane były pożarami jeszcze w latach 1851 oraz 1950. Ze względu na fakt, że budynki były w ciągłym użyciu, podlegały licznym remontom.

## Budynki
Na zespół budynków składają się 4 oficyny ustawione w kształt podkowy oraz piąta oficyna wschodnia znajdująca się na wschód od gmachu głównego. Naprzeciw kompleksu znajduje się zabytkowy kościół na wyspie. Pomiędzy oficynami skrzydłowymi znajdował się modrzewiowy pałac o wymiarach 60 x 12 m. rozebrany w latach 30. XIX w.

### Oficyna skrzydłowa północna
Gmach główny zarządu ordynacji jest największym budynkiem całego kompleksu. Podobnie jak pozostałe zabudowania jest postawiony z cegły na wapiennej zaprawie. Jego ściany są otynkowane i pobielone, dwuspadowy dach z ocynkowanej blachy. Jednopiętrowy budynek na podstawie prostokąta nie jest podpiwniczony. Elewacje frontowa i tylna są trzynastoosiowe, natomiast boczne trójosiowe. Od frontu centralnie umieszczono 4 kolumny podtrzymujące balkon, a powyżej podtrzymujące szeroki gzyms. We wnętrzu istotny elementem są okazałe zdobione drewniane schody wraz z balustradą. W jednym z pomieszczeń usytuowanych na piętrze znajduje się polichromia przedstawiająca mapę dóbr Ordynacji Zamojskiej. Powierzchnia użytkowa budynku wynosi 1709 m², a kubatura 8700 m³. Budynek wyposażony jest między innymi w instalację wodną, elektryczną i c.o.
Pierwotnie w budynku urzędował Zarząd Ordynacji. 7 lutego 1863 rosyjscy żołnierze podpalili budynek. Po tym wydarzeniu budynek przebudowano, dzięki czemu nabrał on bardziej reprezentacyjnego charakteru i zaczęto nazywać go pałacem administracji. Polichromię przedstawiającą plan dóbr ordynackich, na ścianie jednego z pomieszczeń namalował w 1903 roku Witold Sękowski. Ma ona ma wymiary 3,48 m x 5,6 m. W 1977 malowidło naścienne zostało odnowione przez Henryka Królikowskiego. Po II wojnie światowej budynek został przekazany na potrzeby szkoły średniej.

### Oficyna skrzydłowa południowa
Budynek ceglany o ścianach tynkowanych i bielonych. Kryty blaszanym dwuspadowym dachem. Parterowy budynek zbudowany na rzucie prostokąta nie jest podpiwniczony. Na środku elewacji frontowej znajdują się cztery kolumny, które podtrzymują gzyms kordonowy. Powierzchnia użytkowa budynku wynosi 782 m², a kubatura 4380 m³. Budynek wyposażony jest między innymi w instalację wodną, elektryczną i c.o.
Do roku 1890 budynek był siedzibą plenipotenta. Po II wojnie światowej został przekazany na potrzeby szkolne i pełnił funkcję internatu.

### Oficyna boczna północna
Budynek ceglany o ścianach tynkowanych, kryty czterospadowym blaszanym dachem. Ten parterowy budynek nie jest podpiwniczony. Powierzchnia użytkowa budynku wynosi 728 m², a kubatura 5475 m³. Budynek wyposażony jest między innymi w instalację wodną, elektryczną i c.o.
Pierwotnie w budynku znajdowała się kuchnia dworska. Następnie założono w nim odlewnię przynależną do pierwszego na ziemiach polskich zakładu produkującego m.in. maszyny rolnicze. Odlewnia funkcjonowała do 1883. 24 lata później w budynku utworzono resursę dla pracowników ordynacji. W budynku znajdowała się sala balowa, bilardowa i czytelnia. Organizowano tam przyjęcia i koncerty. Po II wojnie światowej służył jako stołówka, biblioteka i aula dla technikum.

### Oficyna boczna południowa
Budynek ceglany na fundamencie ceglanym i kamiennym o ścianach tynkowanych i malowanych. Kryty blaszanym dwuspadowym dachem, parterowy budynek zbudowany na rzucie prostokąta jest częściowo podpiwniczony i posiada użytkowe poddasze. Powierzchnia użytkowa budynku wynosi 782 m², a kubatura 4380 m³. Budynek wyposażony jest między innymi w instalację wodną, elektryczną i c.o.
Pierwotnie w budynku mieścił się browar, następnie likiernia. Po pożarze w 1851 budynek odbudowano i oddano do zamieszkania urzędnikom administracji ordynackiej oraz księdzu (dlatego potocznie nazywany jest plebanią). W latach 1986–1996 wykonano gruntowny remont budynku. To jedyny budynek należący do kompleksu, którego użytkownikiem nie jest zespół szkół, a wspólnota mieszkaniowa.

### Oficyna wschodnia
Budynek ceglany na fundamencie ceglanym i kamiennym o ścianach tynkowanych i malowanych. Kryty blaszanym dachem naczółkowym jednopiętrowy budynek zbudowany na podstawie prostokąta nie jest podpiwniczony. Powierzchnia użytkowa budynku wynosi 750 m², natomiast jego kubatura 4500 m³.
Oficyna wschodnia jest najmłodszym z budynków kompleksu. Została wybudowana w roku 1820 na potrzeby mieszkaniowe pracowników administracji ordynacji. Budynek zaprojektowano z myślą o pracownikach nieposiadających rodzin, dlatego układ pomieszczeń charakteryzuje się dużą liczbą niewielkich pokoi dostępnych z głównego korytarza. Po roku 1863 w jednym z pomieszczeń funkcjonowała szkoła elementarna, która po II wojnie światowej zajęła cały budynek. Po remoncie, będącym następstwem pożaru, w 1950 roku budynek zaadaptowano na internat.

## Park
W otoczeniu zbudowań znajduje się park wpisany do rejestru zabytków pod tym samym numerem. W parku znajdują się 4 stawy: Staw Pałacowy, zlokalizowany na tyłach nieistniejącego już modrzewiowego pałacu, za nim Długi Kanał oraz dwa nienazwane stawy położone na północ od kanału. W lipcu 2012 oddano park do użytku po gruntownej przebudowie.

## Galeria

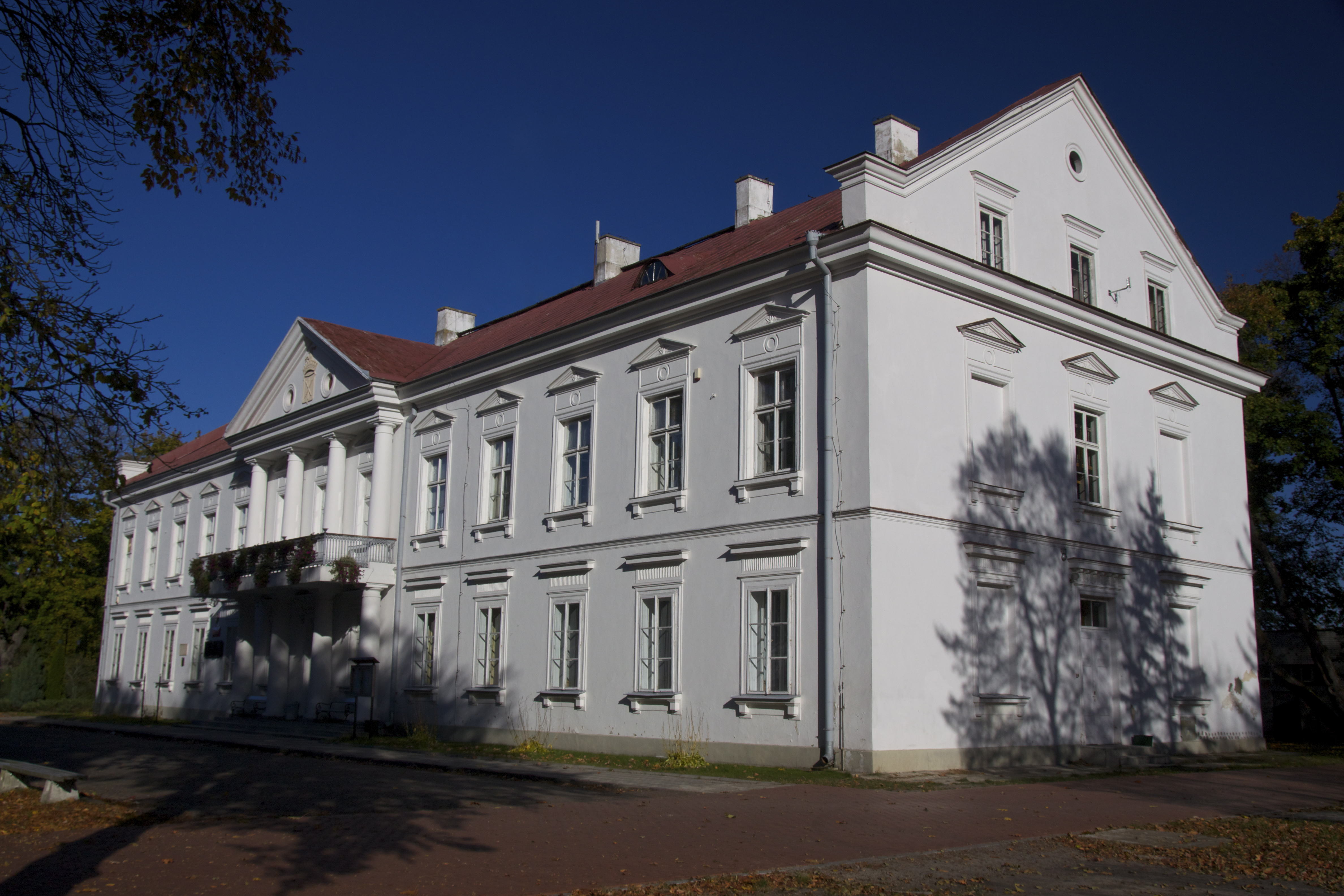
Gmach główny
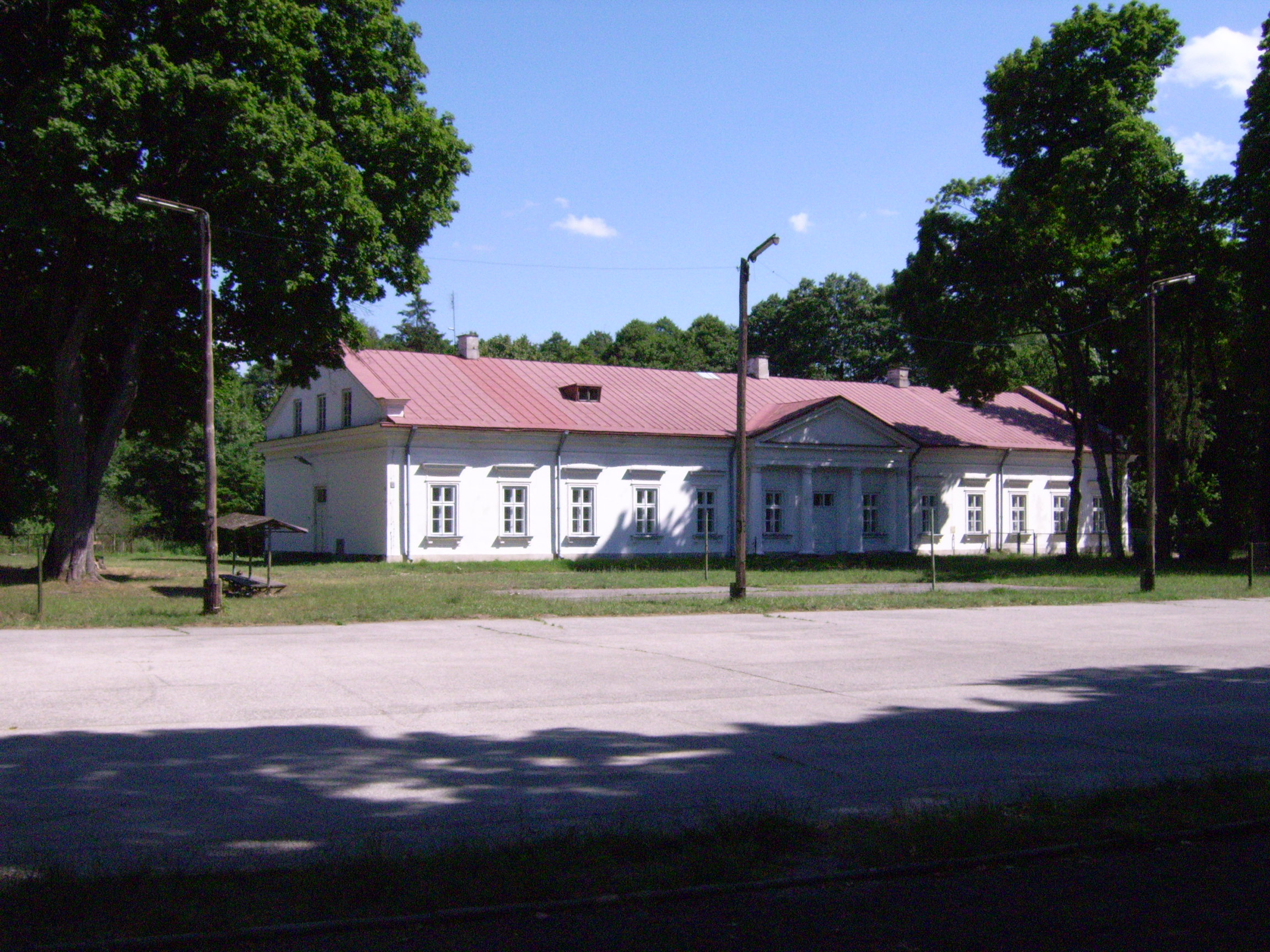
Oficyna południowa
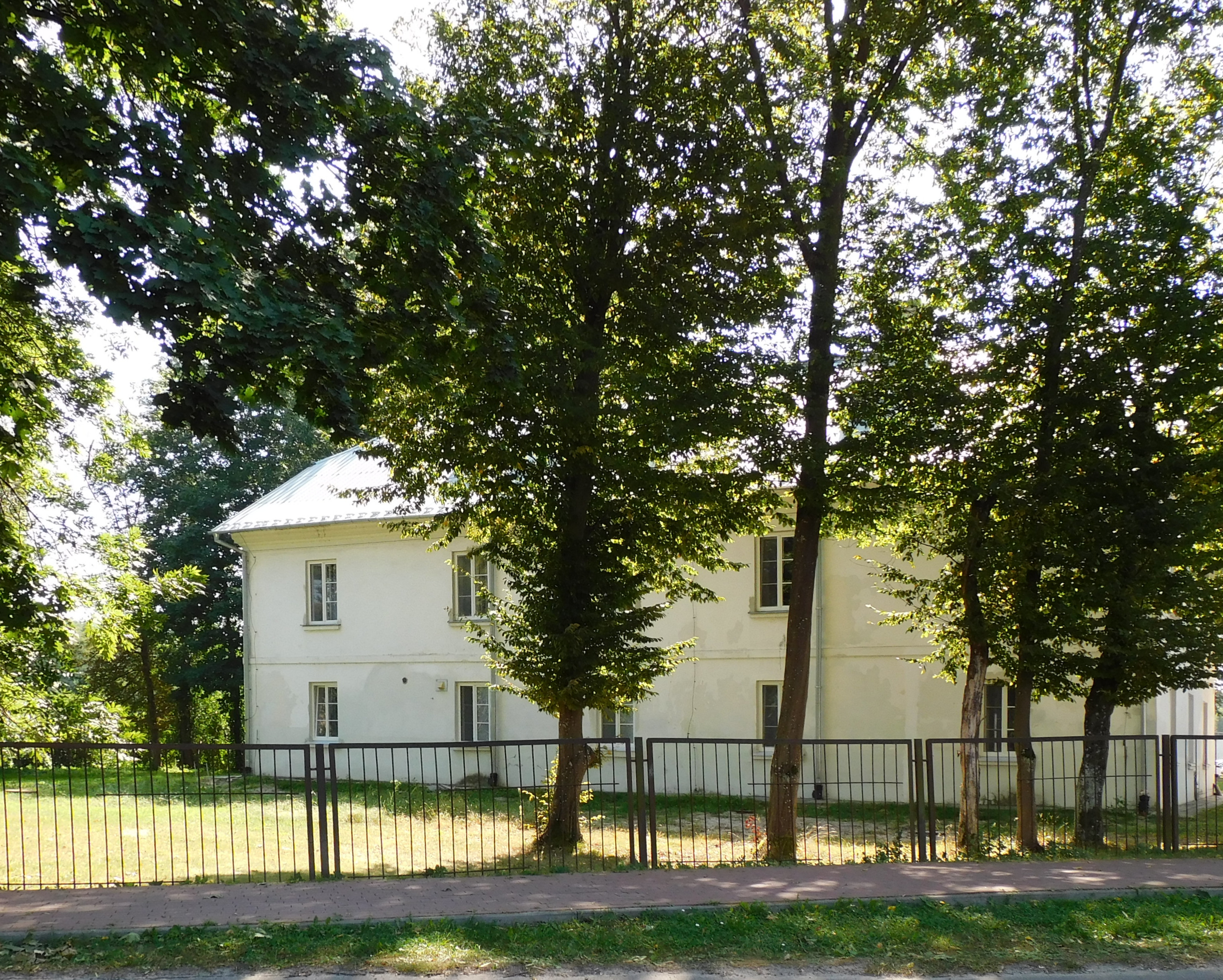
Oficyna wschodnia
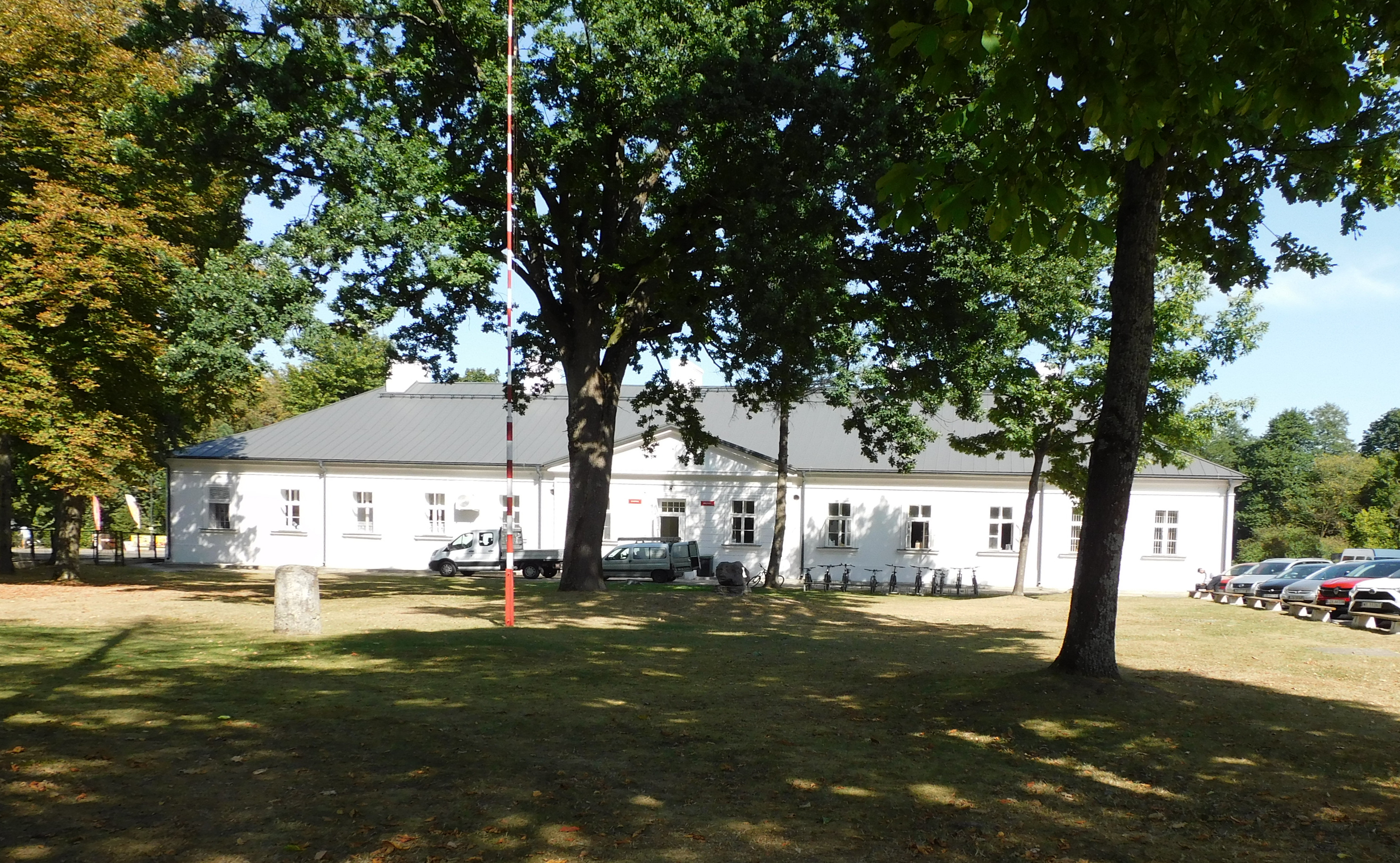
Oficyna boczna północna
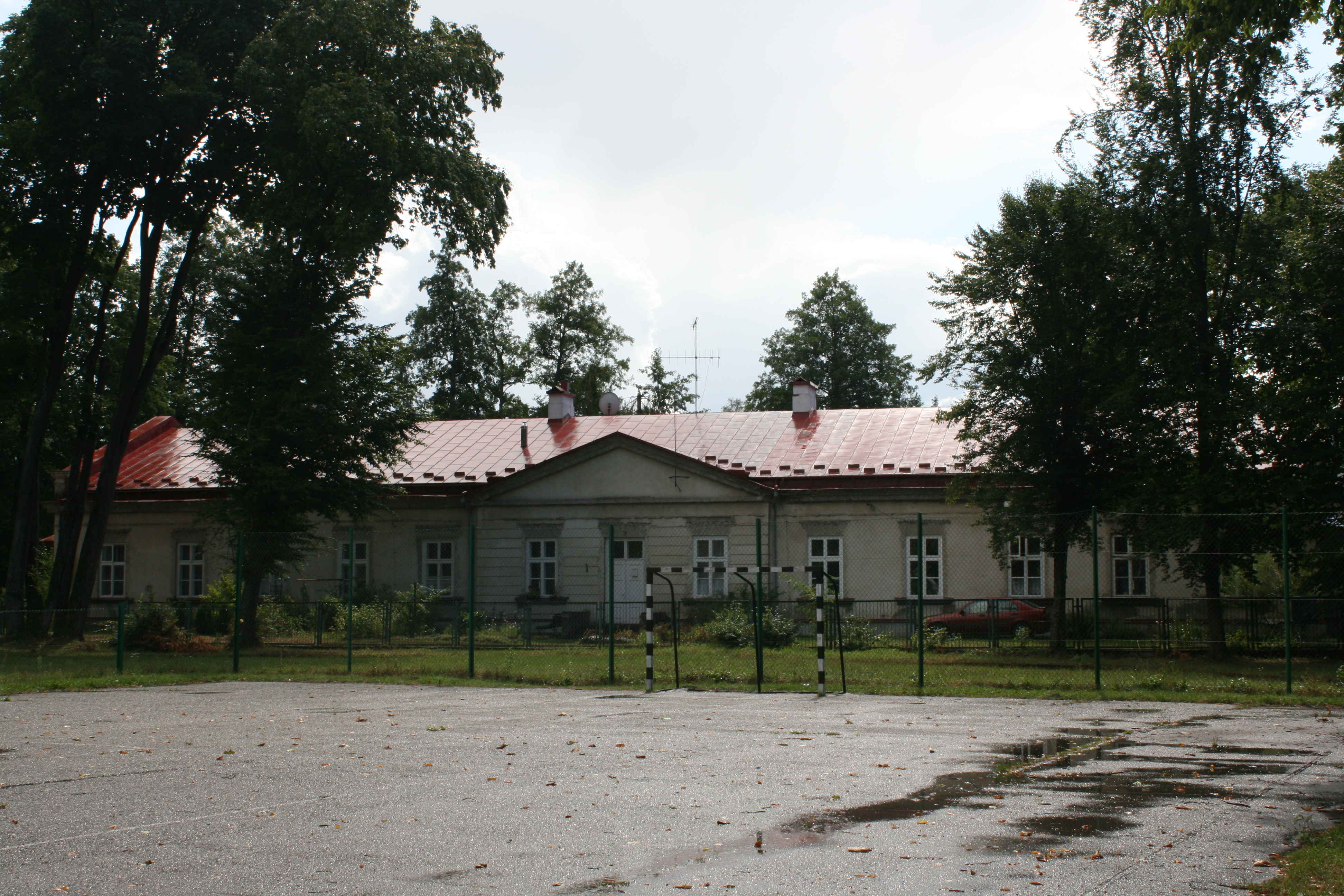
Oficyna boczna południowa